# Songdalen
Songdalen fue un antiguo municipio del desaparecido condado de Vest-Agder, Noruega. Songdalen fue designado municipio en 1964 mediante la fusión de los antiguos municipios de Finsland, Greipstad y una pequeña parte de Øvrebø. El centro administrativo es el pueblo de Nodeland. El área del mercado central se encuentra en Brennåsen. El municipio existió desde 1964 hasta 2020 cuando se fusionó con los municipios de Søgne y Kristiansand para formar un nuevo municipio de Kristiansand mucho más grande en lo que ahora es el condado de Agder.

## Información general

### Nombre
La forma en nórdico antiguo del nombre es incierta. El primer elemento está relacionado con el nombre de río Sygna (ver Søgne), pero la forma exacta y significado es desconocido. El último elemento es la forma finita de dal que significa "valle".

### Escudo
El escudo es de tiempos modernos. Se le concedió en 1985. El escudo muestra tres hojas de roble, una por cada uno de los tres municipios anteriores de Greipstad, Finsland y Øvrebø, que ahora forman el municipio de Songdalen. El roble fue elegido, ya que es una de las especies que abunda en los abundantes bosques de la región.

## Geografía
Songdalen es un municipio sin costas marinas, que limita con los municipios de Kristiansand y Vennesla en el este, Marnardal en el oeste, y Søgne en el sur. La localidad de Nodeland que es un suburbio de Kristiansand (ubicado a 10 minutos de viaje del centro de la ciudad), es el centro administrativo de Songdalen  es un corto de 10 minutos en coche del centro de la ciudad.
El paisaje del municipio fue conformado en gran medida durante la última edad de hielo. El Songdalselva es un río que fluye a través del valle en el sector sur del municipio. El río pasa a través de un desfiladero muy pintoresco de 1 kilómetro de largo y 100 metros de profundidad escénica denominado (Juve) que se encuentra en Underåsen. El mismo es un famoso destino para pesca, practicar piragüismo y otras actividades recreativas.
En la parte sur de Songdalen el terreno se encuentra casi a nivel del mar, pero aumenta hasta un máximo de 414 metros sobre el nivel del mar en la parte norte. El clima cambia correspondientemente, de un clima costero en el sur a un tipo de clima más interior en la parte norte.
Los bosques son mixtos caducifolios y de hoja perenne (muy forestado con robles y pinos), con un aumento de la proporción de bosques de pinos hacia el norte del municipio. El alce y el castor son especies comunes en la zona.

## Historia
En 1964, los municipios de Finsland y Greipstad, junto con Eikeland en Øvrebø, se fusionaron formando el municipio de Songdalen. 
Greipstad es mencionado en registros escritos de 1344. A través de la Edad Media, los registros indican que Greipstad, una pequeña comunidad agrícola con 34 granjas, fue habitada de forma continua. Greipstad se convirtió en un municipio independiente en 1913; separado del municipio de Søgne. 
Finsland, que se encuentra más lejos de la costa, ha conservado pocos registros escritos, pero los registros tienen indicios de la existencia de granjas allí en el año 1000. 
Un trozo de ocho kilómetros de largo tramo de la antigua Vestlandske Hovedvei (Camino del Oeste) pasa por el municipio desde Farvannet a Kvislevann. La carretera fue construida en la década de 1790 y la sección existe hoy en forma muy similar a como lo hizo en 1881.
Las fortificaciones de Rossevann fueron construidas en 1916-1917 para el Batallón de Stavanger. El municipio también tiene pruebas visibles de fortificaciones de la Segunda Guerra Mundial.